# ヒル・プヤット駅
ヒル・プヤット駅（ヒル・プヤットえき、英語 : Gil Puyat LRT Station）は、パサイにあるマニラ・ライトレール・トランジット・システム(Manila LRT)LRT-1線（グリーンライン）の駅で、タフト通り(Taft Avenue)とヒル・プヤット通り(Sen Gil Puyat Avenue)の交差点付近にある。

## 駅構造
相対式ホーム2面2線を有する高架駅である。

## 駅周辺
- 買い物
  - Cartimar Shopping Center
  - EGI Mall and
  - Atrium Suites
- 学校
  - アレラーノ大学 (英語 :Arellano University)
  - フィリピンロースクール (英語 :Philippine Law School)
  - ブレスド・エレナ・アカデミー (英語 :Blessed Elena Academy)
- 病院
  - Manila Adventist Medical Center
- その他
  - Philippine National Bank 本社
  - GSIS complex
  - World Trade Center Metro Manila
  - Cultural Center of the Philippines